# Kabinett Hashimoto II
Das zweite Kabinett Hashimoto (japanisch 第2次橋本内閣 dainiji Hashimoto naikaku) regierte Japan unter Führung von Premierminister Ryūtarō Hashimoto vom 7. November 1996 bis zu einer Kabinettsumbildung am 11. September 1997. Die LDP hatte mit Hashimoto bei der Shūgiin-Wahl 1996 einige der durch die Parteiaustritte vor der Wahl 1993 verlorenen Sitze zurückgewinnen können und regierte nun mit einem reinen LDP-Kabinett als von Sozialdemokratischer Partei und Neuer Partei Sakigake tolerierte Minderheitsregierung weiter.

## Staatsminister
| Amt                                                                                              | Name                | Bild               | Partei | Faktion   |
| ------------------------------------------------------------------------------------------------ | ------------------- | ------------------ | ------ | --------- |
| Premierminister                                                                                  | Ryūtarō Hashimoto   | Ryūtarō Hashimoto  | LDP    | (Obuchi)  |
| Justizminister                                                                                   | Matsuura Isao       |                    | LDP    | Obuchi    |
| Außenminister                                                                                    | Yukihiko Ikeda      | Yukihiko Ikeda     | LDP    | Miyazawa  |
| Finanzminister                                                                                   | Hiroshi Mitsuzuka   |                    | LDP    | Mitsuzuka |
| Bildungsminister                                                                                 | Takashi Kosugi      | Takashi Kosugi     | LDP    | Watanabe  |
| Gesundheits- und Sozialminister                                                                  | Jun’ichirō Koizumi  | Jun’ichirō Koizumi | LDP    | Mitsuzuka |
| Minister für Landwirtschaft, Forsten und Fischerei                                               | Takao Fujimoto      |                    | LDP    | Kōmoto    |
| Minister für Internationalen Handel und Industrie                                                | Shinji Satō         |                    | LDP    | Obuchi    |
| Verkehrsminister                                                                                 | Makoto Koga         |                    | LDP    | Miyazawa  |
| Postminister                                                                                     | Horinouchi Hisao    | Horinouchi Hisao   | LDP    | Watanabe  |
| Arbeitsminister                                                                                  | Yutaka Okano        |                    | LDP    | Obuchi    |
| Bauminister                                                                                      | Shizuka Kamei       | Shizuka Kamei      | LDP    | Mitsuzuka |
| Innenminister Vorsitzender der Nationalen Kommission für Öffentliche Sicherheit                  | Katsuhiko Shirakawa |                    | LDP    | Miyazawa  |
| Chefkabinettssekretär                                                                            | Seiroku Kajiyama    |                    | LDP    | Obuchi    |
| Leiter der Behörde für Management und Koordination                                               | Kabun Mutō          |                    | LDP    | Watanabe  |
| Leiter der Verteidigungsbehörde                                                                  | Fumio Kyūma         | Fumio Kyūma        | LDP    | Obuchi    |
| Leiter des Wirtschaftsplanungsamts                                                               | Tarō Asō            | Tarō Asō           | LDP    | Miyazawa  |
| Leiter der Behörde für Wissenschaft und Technologie                                              | Riichirō Chikaoka   | Riichirō Chikaoka  | LDP    | Obuchi    |
| Leiterin der Umweltbehörde                                                                       | Michiko Ishii       |                    | LDP    | Miyazawa  |
| Leiter der Behörde für Staatsland                                                                | Kōsuke Itō          |                    | LDP    | Mitsuzuka |
| Leiter der Behörde für die Entwicklung Hokkaidōs Leiter der Behörde für die Entwicklung Okinawas | Jitsuo Inagaki      |                    | LDP    | Watanabe  |